# Universalgrydelåg
Et Universalgrydelåg er et køkkenredskab, som placeres oven på gryden og dermed forhindrer væsker i at koge over. Dampen og væsken kan komme op igennem små huller i låget og væsken kan løbe samme vej tilbage. Låget kan også bruges som stænklåg og smart dampkoger. Kochblume er udformet som små blomsterblade og findes i forskellige varianter, mens Chantegret er et låg, der kan benyttes til forskellige størrelser af gryder. 
| Mad og drikke | Spire Denne artikel om mad og drikke er en spire som bør udbygges. Du er velkommen til at hjælpe Wikipedia ved at udvide den. |